# Gempylus
Gempylus is een monotypisch geslacht van straalvinnige vissen uit de familie van de slangmakrelen (Gempylidae). Het geslacht is voor het eerst wetenschappelijk beschreven in 1829 door Cuvier.

## Soort
- Gempylus serpens Cuvier, 1829